# Тунельна багатозональна сушарка

Тунельна багатозональна сушарка (вид зверху): 1 – корпус; 2 – калорифер; 3 – вентилятор; 4 – калорифер додатковий 5 – вагонетка; 6 – двері розсувні; Потоки: А – повітря свіже; Б – повітря відпрацьоване

Тунельна багатозональна сушарка — сушарка для термічної сушки матеріалів. 

## Загальний опис
Тунельна багатозональна сушарка - удосконалений варіант камерних сушарок, у якій висушуваний матеріал у формі великих штучних виробів (наприклад, керамічних) знаходиться у візках (вагонетках). 
Вагонетки повільно переміщуються в зонах сушильної камери, виконаної у вигляді довгого коридору – тунелю довжиною 20—60 м і шириною 2—6 м. Швидкість руху газів у камерах сушарки становить 2—3 м/с. За режимом роботи тунельні сушарки належать до обладнання напівбезперервної дії.
Сушильний агент за допомогою газодувок примусово нагнітається й рухається уздовж камер прямо-, протитечією або збоку до матеріалу, що висушується, при цьому є можливість проводити процес сушіння з частковим підігріванням повітря (газу) в секціях.
Тунельні сушарки також можуть обігріватися топковими газами.
Вентилятори й калорифери звичайно встановлюють збоку або знизу під тунелем. Переміщення вагонеток відбувається за допомогою троса й механічної лебідки, швидкість переміщення залежить від температурного режиму й тривалості процесу сушіння.